# Batagai
Batagai (en ruso: Батага́й; en yakuto: Баатаҕай) es una localidad urbana (un asentamiento de tipo urbano) y el centro administrativo del Distrito Verkhoyansky de la República de Sajá, Rusia, ubicado en el río Yana. Según el censo de 2010, su población era de 4.369.

## Geografía
Batagai se encuentra a poca distancia al oeste del río Adytcha. El cráter de Batagaika se encuentra a 10 km al sureste y la Cordillera Kisilyakh a 40 km al noreste de la ciudad. [11]

## Historia
El estatus de asentamiento de tipo urbano fue otorgado a Batagai en 1945.

## Estado administrativo y municipal
En el marco de las divisiones administrativas, el asentamiento de tipo urbano de Batagai sirve como centro administrativo del distrito Verkhoyansky. Como división administrativa, está, junto con dos localidades rurales, incorporada dentro del Distrito de Verkhoyansky como el Asentamiento de Batagai. Como división municipal, el asentamiento de Batagai se incorpora al distrito municipal de Verkhoyansky como asentamiento urbano de Batagai.

## Transporte
Batagai es servido por el aeropuerto de Batagai.